# Ousmane Sonko
Ousmane Sonko (Thiès, 15 de juliol de 1974) és un polític senegalès. Va ser inspector fiscal en cap i és un defensor de la reforma del sistema fiscal al Senegal. Sonko va ser el candidat més jove a presentar-se a les eleccions presidencials de 2019 quan va desafiar el president en funcions, Macky Sall. És autor de tres llibres i és vist com un líder de l'oposició en ascens.

## Trajectòria
Ousmane Sonko va néixer a Thiès i va passar la seva infantesa a Sébikotane, a prop de Dakar, i Casamance. El seu pare és de Casamance i la seva mare és de Khombole. Va estudiar Dret a la Universitat Gaston Berger de Saint-Louis. Després va treballar quinze anys com a inspector fiscal.
Sonko és el president del partit polític Patriotes africains du Sénégal pour le travail, l'éthique et la fraternité (PASTEF), que va ser fundat el 2014, i és diputat a l'Assemblea Nacional.
El 2016 Sonko va denunciar pràctiques corruptes com els paradisos fiscals a l'exterior de l'elit senegalesa o una planta de processament de sorres minerals de 50 milions de dòlars, i va ser acomiadat com a conseqüència del seu activisme.
Sonko és l'autor de Pétrole et gaz au Sénégal, publicat el 2017, un llibre que revela els escàndols de l'afer Petro-Tim. El 2018 va ser autor d'un segon llibre titulat Solutions.
Sonko reivindica que el Senegal, que encara utilitza el franc francès, juntament amb altres set països francòfons de l'Àfrica occidental, substitueixi el franc per una moneda nacional. Proposa una sortida gradual, prudent i responsable del sistema monetari franc CFA que «manté les economies com a ostatges».
A les eleccions presidencials del 24 de febrer de 2019, Macky Sall va ser reelegit amb el 58% dels vots. Sonko va quedar en tercer lloc amb un 16%. Durant el període electoral, i just abans del dia de les eleccions, Sonko va ser atacat repetidament amb difamacions anònimes utilitzant documents falsos i afirmacions falses destinades a desacreditar-lo.
Sonko va ser arrestat a prop de la Universitat Cheikh-Anta-Diop el 3 de març de 2021 i acusat de pertorbar l'ordre públic. Anava de camí als tribunals per a defensar-se dels càrrecs de violació, que considera que tenen motivacions polítiques. El maig de 2021 la justícia senegalesa va negar-li l'autorització per abandonar el país i marxar a l'estranger mentre es trobava sota control judicial des de la seva acusació per violació el març de 2021.
El setembre de 2021 Sonko va presentar la coalició Yewwi askan wi («Poble lliure», en llengua wolof) amb el propòsit de guanyar els consells municipals i departamentals, gairebé tots controlats per la coalició presidencial des de les eleccions de 2014. Va ser escollit alcalde de Ziguinchor a les eleccions locals senegaleses el 23 de gener de 2022.
Arran de les protestes que van començar el 3 de març, la detenció de Sonko el dia 4 de març va provocar enfrontaments entre la policia i els manifestants i estudiants a Dakar i Bignona. Catorze persones van morir durant les protestes. Hom considera que l'acusació de violació contra Sonko és inventada atès que els càrrecs penals s'han utilitzat en el passat per a sufocar l'oposició política. El 4 de març de 2021 es va celebrar una protesta a la seu de les Nacions Unides per part de senegalesos residents a la ciutat de Nova York per a demanar l'alliberament de Sonko de la presó. L'antic ministre, Alioune Badara Cissé, va demanar al govern que aturés les amenaces i la intimidació, i va fer una crida als manifestants a posar fi a la violència i el saqueig, advertint que «estem a les portes de l'apocalipsi». La Comunitat Econòmica dels Estats de l'Àfrica Occidental va reclamar moderació i calma, així com garanties per a exercir el dret de protesta.
Hi ha qui creia que el govern estava tractant d'eliminar l'oposició abans de les eleccions del 2024 i que podia arribar a canviar la constitució per tal que Macky Sall pugui ser elegible per a un tercer mandat, com s'ha fet recentment a Guinea i Costa d'Ivori. El judici, ajornat al 8 de maig de 2023, va confirmar la condemna en primera instància. El juny de 2023, Sonko va ser absolt del càrrecs de violació i amenaces de mort contra una dona però condemnat a dos anys de presó per «corrupció del jovent». La sentència va ser contestada amb protestes al carrer i la restricció de l'accés a internet per part del govern. L'octubre de 2023, el tribunal de Ziguinchor va anul·lar l'eliminació d'Ousmane Sonko de les llistes electorals. Una decisió que va ser impugnada pels advocats estatals al Tribunal Suprem. El 14 de desembre de 2023, es dicta el veredicte del nou judici sobre l'elegibilitat d'Ousmane Sonko i Ousmane Sonko és declarat elegible i reintegrat a les llistes electorals. El 15 de març de 2024, Ousmane Sonko va sortir de la presó.

## Primer ministre de Senegal
Bassirou Diomaye Faye, el nou president del Senegal, va nomenar Ousmane Sonko primer ministre del país el 3 d'abril de 2024.